# Spice (álbum)
Spice es el primer álbum del grupo pop inglés, Spice Girls, lanzado en 1996. El primer sencillo "Wannabe" obtuvo un gran éxito mundial. El álbum es el más vendido de un grupo musical conformado sólo por mujeres, con más de 30 millones de copias vendidas, figurando en el número cuarenta y uno en la lista de los 100 álbumes más vendidos de todos los tiempos y es el álbum mas vendido por grupo de chicas.[cita requerida]

## Personal
- Spice Girls - Vocals
- Matt Rowe - Producción, teclados y programación
- Richard Stannard – Producción, teclados y programación
- Adrian Bushby – Ingeniero de grabación
- Patrick McGovern – Ingeniero Asistente
- John Rod – Ingeniero Asistente
- Mark Stent – Ingeniero de mezcla
- Dave Way – Ingeniero de remezcla
- Perry Montague-Masson - Dirección de Orquesta
- Steve Porcaro – Teclados, Sintetizadores, Programación
- Michael Boddicker – Teclados, Sintetizadores
- David Foster – Teclados, Sintetizadores
- Steve Lukather – Guitarras
- Anthony Marinelli – Programación del Sintetizador
- Dean Parks – Guitarras
- Mike Brittain - Contrabajo Guitarra
- Stuart Brooks - Trompeta
- Ben Cruft - Violín
- Chris Davis - Saxofón
- Nigel Hitchcock - Saxofón
- Alan Douglas - Ingeniero
- Roger Garland - Violín
- Wilfred Gibson - Violín
- Brian Hawkins - Viola
- John Heley - Chelo
- Ian - Diseño
- Garfield Jackson - Viola
- Paul Kegg - Chelo
- Chris Laurence - Contrabajo Guitarra
- Helen Liebmann - Chelo
- Martin Loveday - Chelo
- Rita Manning - Violín
- Jim McLeod - Violín
- Peter Oxer - Violín
- J. Neil Sidwell - Trombón
- Steve Sidwell - Trompeta
- John Thirkell - Trompeta
- Justin Ward - Viola
- Mark Warner - Ingeniero Asistente
- Barry Wilde - Violín
- Gavyn Wright - Violín
- Tony Pleeth - Chelo
- Marcos Haley - Ingeniero Asistente
- Boguslaw Kostecki - Violín
- Steve Ferrone - Batería
- Paulinho da Costa – Percusión
- Phil Palmer - Guitarras
- Perry Montague-Mason - Violín
- Mike de Saulles - Violín
- Nathan East - Bajo
- Eddie Saeta - Fotografía

## Lista de canciones
| N.º | Título                     | Producer(s) | Duración |  |
| 1.  | «Wannabe»                  | Stannard    | 2:53     |  |
| 2.  | «Say You'll Be There»      | Absolute    | 3:55     |  |
| 3.  | «2 Become 1»               | Stannard    | 4:01     |  |
| 4.  | «Love Thing»               | Absolute    | 3:38     |  |
| 5.  | «Last Time Lover»          | Absolute    | 4:11     |  |
| 6.  | «Mama»                     | Stannard    | 5:04     |  |
| 7.  | «Who Do You Think You Are» | Absolute    | 4:00     |  |
| 8.  | «Something Kinda Funny»    | Absolute    | 4:05     |  |
| 9.  | «Naked»                    | Absolute    | 4:25     |  |
| 10. | «If U Can't Dance»         | Stannard    | 3:48     |  |

| Chilean (2nd reissue in cassette, 1rst in CD) and Mexican edition / 3rd Colombian reissue (bonus track) |                                                  |             |          |  |
| N.º | Título                                           | Producer(s) | Duración |  |
| 11. | «Seremos 1 los 2» (2 Become 1 – Spanish version) | Stannard    | 4:05     |  |

| Second Colombian edition (bonus track) |                       |             |          |  |
| N.º                                    | Título                | Producer(s) | Duración |  |
| 11.                                    | «Wannabe» (dance mix) | Stannard    | 5:57     |  |

| Spice – 25th Anniversary (disc 2) |                                             |             |          |  |
| N.º                               | Título                                      | Producer(s) | Duración |  |
| 1.                                | «Wannabe» (Dave Way Alternative Mix)        | Stannard    | 3:25     |  |
| 2.                                | «Say You'll Be There» (7-inch Radio Mix)    | Kennedy     | 4:09     |  |
| 3.                                | «2 Become 1» (Versión orquestal)            | Stannard    | 4:05     |  |
| 4.                                | «Mama» (Biffco Mix)                         | Stannard    | 5:49     |  |
| 5.                                | «Love Thing» (12-inch Unlimited Groove Mix) | Absolute    | 6:25     |  |
| 6.                                | «Take Me Home»                              | Absolute    | 4:07     |  |
| 7.                                | «Last Time Lover» (Demo)                    | Absolute    | 4:05     |  |
| 8.                                | «Feed Your Love»                            | Stannard    | 4:36     |  |
| 9.                                | «If U Can't Dance» (Demo)                   | Stannard    | 3:36     |  |
| 10.                               | «Who Do You Think You Are» (Demo)           | Absolute    | 3:49     |  |
| 11.                               | «One of These Girls»                        | Absolute    | 3:33     |  |
| 12.                               | «Shall We Say Goodbye Then?»                |             | 0:53     |  |

## Charts
| Chart (1996–1997)                   | Peak position |
| ----------------------------------- | ------------- |
| Australia (ARIA)                    | 3             |
| Austria (Ö3 Austria)                | 1             |
| Bélgica (Ultratop Flandes)          | 1             |
| Bélgica (Ultratop Valonia)          | 1             |
| Canadá (Billboard Canadian Albums)  | 1             |
| Czech Albums (ČNS IFPI)             | 2             |
| Dinamarca Danish Albums (Hitlisten) | 2             |
| Países Bajos (Album Top 100)        | 1             |
| Unión Europea (Music & Media)       | 1             |
| Finlandia (Suomen virallinen lista) | 4             |
| Francia (SNEP)                      | 1             |
| Alemania (Offizielle Top 100)       | 6             |
| Grecia (IFPI)                       | 3             |
| Hungría (MAHASZ)                    | 10            |
| Islandia (Tónlist)                  | 1             |
| Irlanda (IRMA)                      | 1             |
| Italia (FIMI)                       | 2             |
| Japón (Oricon)                      | 7             |
| Malasia (RIM)                       | 7             |
| Nueva Zelanda (Recorded Music NZ)   | 1             |
| Noruega (VG-lista)                  | 1             |
| Portugal (AFP)                      | 1             |
| Escocia (Scottish Albums Chart)     | 1             |
| España (AFYVE)                      | 1             |
| Suecia (Sverigetopplistan)          | 1             |
| Suiza (Schweizer Hitparade)         | 5             |
| Taiwán (IFPI)                       | 2             |
| Reino Unido (UK Albums Chart)       | 1             |
| Estados Unidos (Billboard 200)      | 1             |
| Zimbabue (ZIMA)                     | 1             |

| Chart (1996)                                  | Position |
| --------------------------------------------- | -------- |
| Unión Europea European Albums (Music & Media) | 59       |
| Francia French Albums (SNEP)                  | 23       |
| Japón Japanese Albums (Oricon)                | 79       |
| Suecia (Sverigetopplistan)                    | 29       |
| Reino Unido UK Albums (OCC)                   | 2        |

| Chart (1997)                               | Position |
| ------------------------------------------ | -------- |
| Australia (ARIA)                           | 4        |
| Austria (Ö3 Austria)                       | 8        |
| Bélgica Belgian Albums (Ultratop Flanders) | 3        |
| Bélgica Belgian Albums (Ultratop Wallonia) | 10       |
| Dutch Albums (Album Top 100)               | 2        |
| European Albums (Music & Media)            | 1        |
| Francia (SNEP)                             | 5        |
| Alemania (Offizielle Top 100)              | 15       |
| Nueva Zelanda (RMNZ)                       | 2        |
| Noruega (VG-lista)                         | 11       |
| Suecia (Sverigetopplistan)                 | 8        |
| Suiza (Schweizer Hitparade)                | 4        |
| Reino Unido UK Albums (OCC)                | 3        |
| Estados Unidos US Billboard 200            | 1        |

| Chart (1998)                       | Position |
| ---------------------------------- | -------- |
| Australia (ARIA)                   | 38       |
| Bélgica (Ultratop Flanders)        | 76       |
| Bélgica (Ultratop Wallonia)        | 94       |
| Canadá Canada Top Albums/CDs (RPM) | 26       |
| Dutch Albums (Album Top 100)       | 65       |
| US Billboard 200                   | 25       |

| Chart (1990–1999) | Position |
| ----------------- | -------- |
| UK Albums (OCC)   | 3        |
| US Billboard 200  | 19       |

| Chart                              | Position |
| ---------------------------------- | -------- |
| Irlanda Irish Female Albums (IRMA) | 32       |
| US Billboard 200                   | 49       |
| US Billboard 200 (Women)           | 17       |

## Certificaciones, posiciones y ventas
| País                  | Posición       | Certificación (si las hay) | Ventas     |
| --------------------- | -------------- | -------------------------- | ---------- |
| Australia             | 1              | 6x Platino                 | 420,000+   |
| Austria               | 1 (2 Semanas)  | Platino                    | 50,000+    |
| Bélgica               | 1              | 3x Platino                 | 150,000+   |
| Brasil                | 1              | 2x Platino                 | 500,000+   |
| Colombia              | 1 (4 Semanas)  | 2x Diamante                | 240,000+   |
| Canadá                | 1              | Diamante                   | 1,000,000+ |
| Dutch Albums Chart    | 1              | 3x Platino                 | 180,000+   |
| European Albums Chart | 1              | 8x Platino                 | 8,000,000+ |
| Finlandia             | 1 (4 Semanas)  | 2x Platino                 | 76,000+    |
| Francia               | 1 (3 Semanas)  | 3x Platino                 | 1,050,000+ |
| Alemania              | 1 (5 Semanas)  | 3x Oro                     | 450,000+   |
| Hong Kong             |                | Platino                    | 15,000+    |
| México                | 1              | Oro                        | 100,000+   |
| Países Bajos          | 1 (6 Semanas)  | 3x Platino                 | 300,000+   |
| Nueva Zelanda         | 1 (1 Semana)   |                            |            |
| Noruega               | 1 (2 Semanas)  | 2x Platino                 | 80,000+    |
| Polonia               | 1              | 2x Platino                 | 80,000+    |
| Rusia                 | 1              |                            |            |
| España                | 1              | 13x Platino                | 1,300,000+ |
| Suecia                | 1 (1 Semana)   |                            |            |
| Suiza                 | 1 (3 Semanas)  | 2x Platino                 | 100,000+   |
| Tailandia             | 1 (6 Semanas)  |                            |            |
| Reino Unido           | 1 (15 Semanas) | 10x Platino                | 2,900,000+ |
| Estados Unidos        | 1 (5 Semanas)  | 7x Platino                 | 7,400,000+ |